# Syagrus caerulescens
Syagrus caerulescens är en enhjärtbladig växtart som beskrevs av Larry Ronald Noblick och Lorenzi. Syagrus caerulescens ingår i släktet Syagrus och familjen Arecaceae. Inga underarter finns listade i Catalogue of Life.